# モントルヴォー
モントルヴォー （Montrevault）は、フランス、ペイ・ド・ラ・ロワール地域圏、メーヌ＝エ＝ロワール県のかつて存在したコミューン。

## 地理

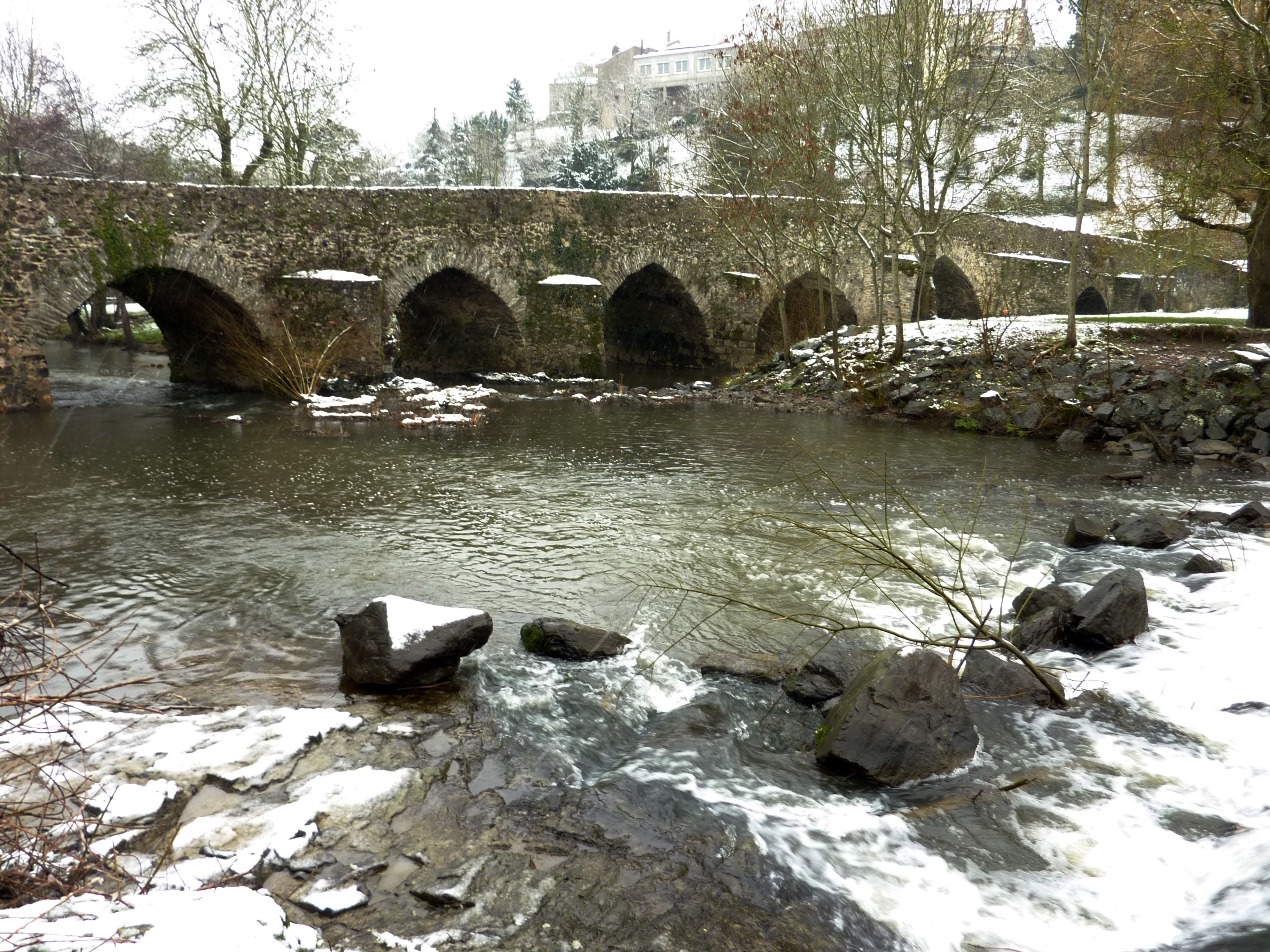
15世紀に建てられたボアルディ橋

モージュ地方にある、アンジューのコミューンである。県道17号線上のサン・ピエール・モンリマールの南西に位置する。
アルモリカ山塊の南東の端にあり、モントルヴォーの面積のわずかな部分がエヴル川の二重の湾曲部の中に含まれている。エヴル川はサン＝フロラン＝ル＝ヴィエイユ近郊でロワール川に合流し、アンジュー南部を占めるモージュ地方の農村地帯を潤している。

## 歴史
2014年、自治体間連合モントルヴォーに属するコミューン全てが合併して、新たにコミューンとなる計画が持ち上がった。2015年7月6日、自治体間連合モントルヴォーに属するコミューンの議会全てで合併が可決され、2015年12月15日よりコミューン・ヌーヴェル（fr、サルコジ政権時代に成立したフランス国家領土改革法にのっとり、合併して誕生したコミューンの名称）のモントルヴォー＝シュル＝エヴル（Montrevault-sur-Èvre）となることが決定した。コミューン・ヌーヴェル誕生が公式に認められたのは、2015年10月5日に出た県条例においてである。

## 人口統計
| 1962年 | 1968年 | 1975年 | 1982年 | 1990年 | 1999年 | 2006年 | 2012年 |
| ------ | ------ | ------ | ------ | ------ | ------ | ------ | ------ |
| 1337   | 1469   | 1465   | 1331   | 1298   | 1180   | 1209   | 1286   |

source=1999年までLdh/EHESS/Cassini、2004年以降INSEE